# 六分儀座V3879
六分儀座V3879，又名BD-19 5134，HD 172816、SAO 161754、HR 7023，是六分儀座的一颗恒星，视星等为6.35，位于銀經14.74，銀緯-6.86，其B1900.0坐标为赤經18h 37m 1.6s，赤緯-19° -6.86′ 48″。